# 方便食品

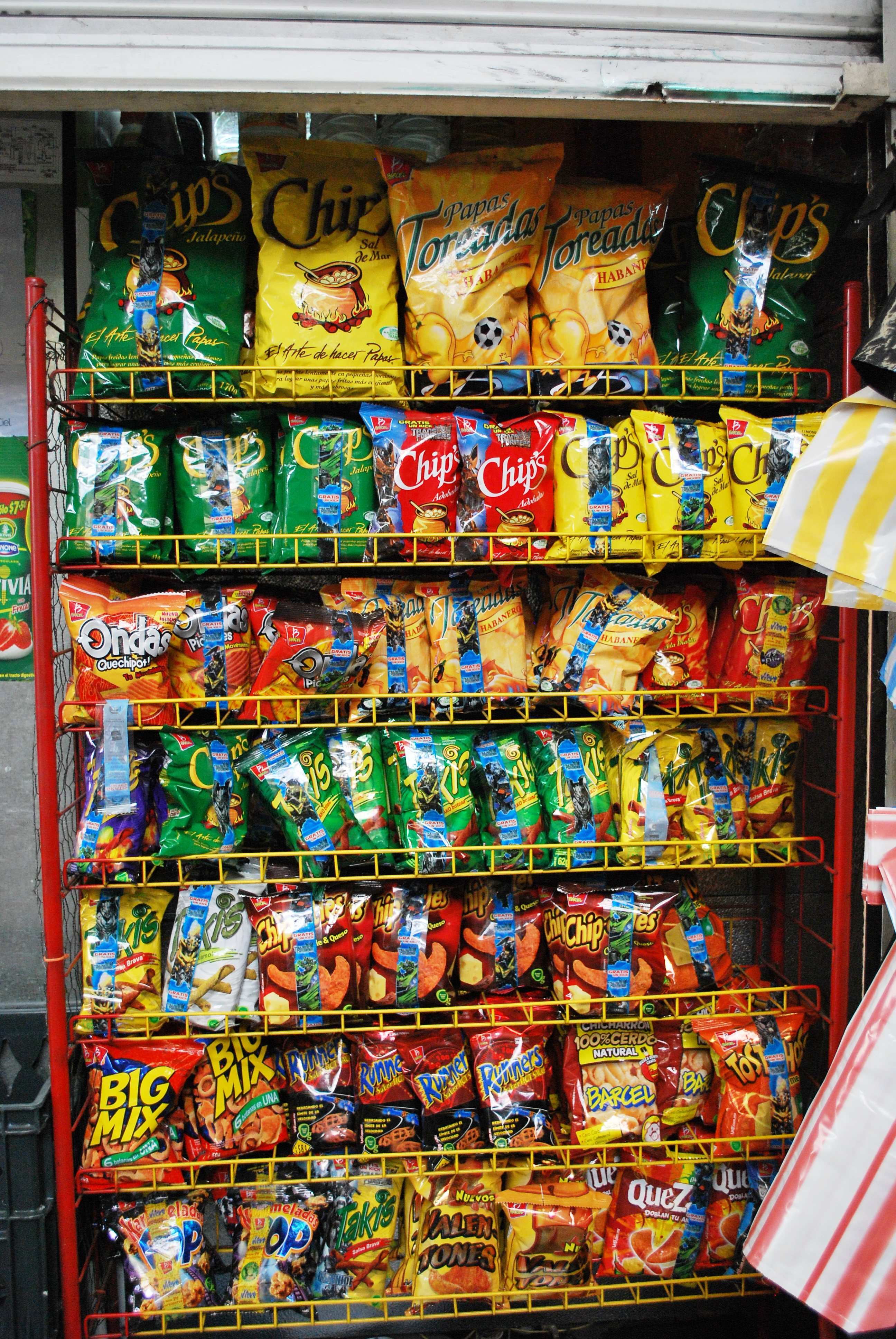
零食貨架，其中就有馬鈴薯片

方便食品是指经过加工過的食品。这类食品通常无需进一步准备（有些通常只需加热）即可直接食用。方便食品易于携带，保质期较长。方便食品包括零食、急凍食品、麵包、乾酪、鹽醃食品等。由于有人認為方便食品营养含量少，而且又會產生大量垃圾（食品包裝袋），一些方便食品受到人們批评。